# Раковець (Ґостинінський повіт)
Раковець (пол. Rakowiec) — село в Польщі, у гміні Пацина Ґостинінського повіту Мазовецького воєводства.
Населення — 132 особи (2011).
У 1975-1998 роках село належало до Плоцького воєводства.

## Демографія
Демографічна структура станом на 31 березня 2011 року:
|          | Загалом | Допрацездатний вік | Працездатний вік | Постпрацездатний вік |
| -------- | ------- | ------------------ | ---------------- | -------------------- |
| Чоловіки | 65      | 9                  | 50               | 6                    |
| Жінки    | 67      | 9                  | 43               | 15                   |
| Разом    | 132     | 18                 | 93               | 21                   |